# 수다맨과 연변총각
《수다맨과 연변총각》은 스타맥스에서 개발한 액션 게임인 게임이다. 2001년에 출시되어 나온 게임이며 주인공은 수다맨을 연기하시는 강성범씨가 된다. 게임이 시작되기전에 수다맨이 무대에 나오고 게임에 대한 수다를 떨다가 갑자기 침묵맨과 그일당이 나오며 지구를 침묵으로 빠뜨리려하는데 그것을 막기위해 수다맨이 출동하는식으로 게임이 진행된다. 총 6개의 스테이지가 있으며 마지막인 6번째 스테이지를 완료하면 다시 수다맨이 관객앞에서 수다를 행복하게 떠는걸로 게임이 끝난다.

## 수다맨과 연변총각의 스테이지
수다맨과 연변총각의 스테이지는 총 6개의 스테이지로 구성되어 있다.
1. 환상의 얼음나라로:수다맨과 연변총각을 시작하면 제일 먼저 시작하는 스테이지로 차가운 얼음이 뒤덮인 풍경의 스테이지다. 스테이지 초반을 넘기고 중간에 TV속으로 들어가면 물속으로 헤엄치는 수다맨이 나오며 무사히 헤엄친뒤 스테이지 2로 넘어가며 보스는 왕따맨이 된다. 처음인 스테이지라 난이도가 낮다.
2. 어두운 도시의 비밀:수다맨과 연변총각의 2번째 스테이지로 밤이 된 도시를 배경으로 스테이지를 진행한다. 어두운 밤을 연출하기 위해 플레이어가 있는 곳만 비추고 나머지는 어둡게 나온다. 보스는 썰렁맨이 된다.
3. 웃음이 가득한 학교:수다맨과 연변총각의 3번째 스테이지로 학교안이 주배경이 되는 스테이지이다. 학교안이 배경이라 그런지 책상등이 많이 배치된 모습을 보이며 보스는 삐짐맨이 된다.
4. 안개속에 묻혀있는 미지의 세계:수다맨과 연변총각의 4번째 스테이지로 안개가 자욱하게 껴있는 도시환경이 주배경이 된다. 보스는 비관맨이 된다.
5. 즐거운 세상으로:수다맨과 연변총각의 5번째 스테이지로 놀이동산이 주모대인 스테이지다. 이스테이지부턴 난이도가 높으며 중간에 빠져나올수없는 난관의 코스도 있으며 추락사도 조심해야한다. 보스는 암울맨이 된다.
6. 침묵맨으로부터 지구를 지켜라:수다맨과 연변총각의 6번째 스테이지로 가장 마지막의 스테이지가 된다. 마지막 스테이지답게 난이도가 굉장히 높으며 중간에 가시밭길로 추락사등을 조심해야한다. 최종보스인 침묵맨이 보스이며 최종보스답게 모든 보스들중 가장 난이도가 높다. 이 스테이지를 완료하면 드디어 모든 스테이지를 완료함으로써 엔딩을 보게된다.

### 기타 보너스 스테이지
1. 풍선 불어넣기:1스테이지,3스테이지,5스테이지를 완료하면 할 수 있는 보너스 스테이지로 10초안에 12개의 풍선칸을 다채워서 불어넣어야한다. 스페이스바를 빠르게 조작해줘야 성공을 거둘수있다.
2. 수다맨 응원단:2스테이지,4스테이지를 완료하면 할 수 있는 보너스 스테이지로 3명의 응원단이 소고를 들고있고 그에 따라 내려오는 쉼표에 맞춰 소고를 쳐줘야한다. 쉼표에 맞춰 소고를 치면 점수가 올라가며 놓치면 점수가 깎인다. 점수를 10000점 이상으로 획득했을 때 성공하게 된다.

## 아이템
수다맨과 연변총각에는 스테이지마다 점수를 올려주는 아이템모양이 다르지만 공통적으로 쓰이는 아이템이 있다. 여기선 모든 스테이지에서 공통적으로 쓰이는 아이템을 기재한다.
- 50년 묶은 라디오:라디오 아이템위에 50년 묶은 라디오란 단어가 써있으며 이 아이템을 획득했을땐 점수를 50 올려주며 자 만답을 시작해볼까요라고 수다맨이 얘기한다.
- 100년 묶은 책:책 아이템위에 100년 묶은 책이라고 나오며 이 아이템을 획득하면 점수를 50 올려주며 본격적으로 수다를 떨어볼까요라고 수다맨이 얘기한다.
- 50년 묶은 TV:TV 아이템위에 50년 묶은 TV라고 나오며 이 아이템을 획득하면 점수를 50 올려주며 즐거운 수다를 떨어볼까요라고 수다맨이 얘기한다.
- 500년 묶은 거북이 등껍질:거북이 아이템에 500년 묶은 거북이 등껍질이라 나오며 이 아이템을 획득하면 점수를 500 올려주며 이걸 왔단다라고 수다맨이 얘기한다.
- 1000년 묶은 반딧불이:반딧불이 아이템위에 1000년 묶은 반딧불이라고 나오며 이 아이템을 획득하면 수다맨뒤에 반딧불이가 그려지고 주위의 적들을 자동으로 공격한다.

이외의 아이템들도 있으며 아이템은 항상 챙겨두는 것이 좋다.

## 그 외의 이야기
수다맨과 연변총각은 개그맨이자 수다맨을 연기하시는 강성범씨를 토대로 만들어진 게임이라 신선하기도하며 당대의 아이들에게 인기를 끌기도 했다. 그리고 하트는 에너지를 나타내며 하트는 2개가 최고고 수다맨이 적에게 공격을 당하면 1씩 소멸된다. 회복아이템을 통해 다시 회복할 수 있으며 하트가 전부 소멸되면 목숨하나가 없어지니 적에게 공격을 안당하는게 좋다. 하트를 다닮고 목숨이 전부 소진되면 게임 오버로 이대로 게임을 다시 진행할지 아니면 포기할지가 화면에 나온다. 이게 3번 이상이 되면 자동으로 게임 오버로 종료되며 항상 적들의 공격에 조심하는 것이 좋다. 지금은 고전게임이 됐지만 아직도 재미있는 요소가 많은 게임이다.